# Stadtschlaining
Stadtschlaining is een gemeente in de Oostenrijkse deelstaat Burgenland, gelegen in het district Oberwart (OW). De gemeente heeft ongeveer 2100 inwoners.

## Geografie
Stadtschlaining heeft een oppervlakte van 42,1 km². Het ligt in het uiterste oosten van het land.
Kadastrale gemeenten zijn Altschlaining, Drumling, Goberling, Neumarkt im Tauchental en Stadtschlaining.
Bad Tatzmannsdorf · Badersdorf · Bernstein · Deutsch Schützen-Eisenberg · Grafenschachen · Großpetersdorf · Hannersdorf · Jabing · Kemeten · Kohfidisch · Litzelsdorf · Loipersdorf-Kitzladen · Mariasdorf · Markt Allhau · Markt Neuhodis · Mischendorf · Neustift an der Lafnitz · Oberdorf im Burgenland · Oberschützen · Oberwart · Pinkafeld · Rechnitz · Riedlingsdorf · Rotenturm · Schachendorf · Schandorf · Stadtschlaining · Unterkohlstätten · Unterwart · Weiden bei Rechnitz · Wiesfleck · Wolfau
- Gemeinsame Normdatei: 4105537-8
- Library of Congress Control Number: nr98025586
- Nationale Bibliotheek van Tsjechië: ge732785
- Nationale Bibliotheek van Israël: 987007538055705171
- Virtual International Authority File: 157564449
- WorldCat: E39PBJcWyx7JkCgbqfvqd7RkDq